# Baptiste Thiery
Baptiste Thiery (né le 29 juin 2001 à Lille) est un athlète français, spécialiste des épreuves combinées et du saut à la perche.

## Biographie
Il se classe deuxième des Championnats d'Europe jeunesse 2018 dans l'épreuve du saut à la perche avant de remporter la médaille d'or sur cette épreuve aux Jeux olympiques de la jeunesse de 2018 à Buenos Aires.
En 2022, il est sacré champion de France du décathlon à Caen en établissant un nouveau record personnel avec 7 966 pts.

## Palmarès

### International
| Date | Compétition                                         | Lieu         | Résultat | Épreuve          | Performance |
| ---- | --------------------------------------------------- | ------------ | -------- | ---------------- | ----------- |
| 2018 | Championnats d'Europe jeunesse                      | Győr         | 2e       | Saut à la perche | 5,30 m      |
| 2018 | Jeux olympiques de la jeunesse                      | Buenos Aires | 1er      | Saut à la perche | 5,32 m      |
| 2019 | Jeux de l'Association de libre-échange des Caraïbes | Îles Caïmans | 1er      | Saut à la perche | 4,50 m      |

### National
| Date | Compétition                     | Lieu    | Résultat | Épreuve          | Performance |
| ---- | ------------------------------- | ------- | -------- | ---------------- | ----------- |
| 2022 | Championnats de France          | Caen    | 1er      | Décathlon        | 7 966 pts   |
| 2023 | Championnats de France          | Albi    | 2e       | Saut à la perche | 5,51 m      |
| 2025 | Championnats de France en salle | Miramas | 3e       | Saut à la perche | 5,70 m      |

## Liens
- Ressources relatives au sport :   - EspritBleu
  - Fédération française d'athlétisme
  - Olympedia
  - World Athletics